# Патрик Кун
Патрик Кун (пол. Patryk Kun, нар. 20 квітня 1995, Гіжицько) — польський футболіст, півзахисник клубу «Легія». Виступав також за низку польських клубів. Чемпіон Польщі, триразовий володар Кубка Польщі та триразовий володар Суперкубка Польщі.

## Клубна кар'єра
Патрик Кун народився 1995 року в місті Гіжицько. Займався в юнацьких команд футбольних клубів «Кошалек-Опалек» та «Венгорія». У професійному футболі дебютував 2012 року виступами за команду «Стоміл» (Ольштин), в якій грав до 2015 року, після чого керівництво клубу відправило футболіста в річну оренду до клубу «Розвуй», після чого він повернувся до «Стоміла».
У 2017 році Кун перейшов до складу клубу«Арка», в якій у цьому році став володарем Суперкубка Польщі.
У 2018 році футболіст перейшов до клубу «Ракув», у складі якої в першому сезоні виступів став переможцем першої ліги. З 2019 року Кун грав у складі «Ракува» в Екстраклясі, а в сезонах 2020—2021 та 2021—2022 років став у складі команди володарем Кубка Польщі, а в сезоні 2022—2023 років став у складі «Ракува» чемпіоном Польщі.
З 2023 року Патрик Кун грає у складі клубу «Легія». У складі варшавської команди футболіст у 2023 році став володарем Суперкубка Польщі, а в сезоні 2024—2025 років став володарем Кубка Польщі.

## Виступи за збірні
У 2013 році Патрик Кун дебютував у складі юнацької збірної Польщі, загалом на юнацькому рівні взяв участь у 3 іграх.

## Титули і досягнення
- Чемпіон Польщі (1):

«Ракув»: 2022–2023
- Володар Кубка Польщі (3):

«Ракув»: 2020–2021, 2021–2022
«Легія»: 2024–2025
- Володар Суперкубка Польщі (4):

«Арка»: 2017
«Ракув»: 2021
«Легія»: 2023, 2025